# Joseph Blanc (homme politique)
Pour les articles homonymes, voir Joseph Blanc et Blanc (homonymie).
Joseph Blanc, né le 19 juin 1863 à Saint-Jorioz et mort le 8 janvier 1941 à Lyon, est un instituteur et homme politique français, sénateur de 1936 à 1941 et maire d'Annecy de 1909 à 1941.

## Famille
Joseph Blanc nait le 19 juin 1863 à Saint-Jorioz. Issu d'une famille paysanne, il devient instituteur dans les communes d'Évian-les-Bains, d'Annecy, de Manigod, d'Arenthon et d'Aviernoz.

## Carrière politique
Joseph Blanc embrasse la carrière politique en devenant conseiller municipal d’Annecy en 1904. Il est ensuite élu maire de la commune en 1909, fonction qu'il conserve pendant 31 ans jusqu'à son décès.
Il est à l'origine de l'association des maires de Haute-Savoie, dont il devient président. En 1913, il est élu conseiller général du canton d’Annecy-Sud, puis en 1935, il est désigné par ses pairs président du conseil général, fonction qu'il exerce jusqu'en 1938 où il est remplacé par Paul Jacquier. en 1936, il est en outre élu sénateur, radical, en 1936. Il est inscrit au groupe de la gauche démocratique.
Il est fait chevalier, puis promu officier, enfin commandeur de la Légion d'honneur. Il est aussi un haut-dignitaire de la franc-maçonnerie,.
Lors de la réforme constitutionnelle du 10 juillet 1940, il fait partie des parlementaires qui votent les pleins pouvoirs à Philippe Pétain.
Il décède le 8 janvier 1941 à Lyon, des suites d'une opération et est inhumé dans son village de naissance. Son adjoint, M. André, assure l'intérim à la tête de la ville d'Annecy jusqu’à la décision du gouvernement de Vichy du 26 mars de le remplacer par le général Cartier.

### Sources
- « Joseph Blanc (homme politique) », dans le Dictionnaire des parlementaires français (1889-1940), sous la direction de Jean Jolly, PUF, 1960 [détail de l’édition]